# Ниночка (филм)
Ниночка (енгл. Ninotchka) је америчка филмска комедија из 1939. године са Гретом Гарбо у главној улози. Ово је њен претпоследњи филм и прва комедија у њеној каријери, рекламирана под слоганом Гарбо се смеје!. За њу је четврти пут била номинована за Оскар за најбољу главну глумицу.

## Радња
Три Руса продају у Паризу накит отет од руске аристократије током Револуције 1917.
Прича је постављена у Париз 1920-их и развија се око покушаја совјетске владе да поврати непроцењиви накит велике војвоткиње Сване. Тројица смотаних бирократа не успевају у овој мисији јер бивају заведени луксузом и слободама западног друштва. Велика војвоткиња Свана од Русије, шаље грофа Леона да јој врати накит пре него што га продају. Гроф међутим подмићује три човека и остаје у Паризу. Совјетски Савез онда шаље Нину Јакушову да људе и накит врати у Русију. Она ступа у контакт са љубавником велике војвоткиње, елегантним и лепим Леоном. Нина се пак заљубљује у Париз и западњачки начин живота.
На крају, Ниночка може да врати накит једино тако што ће се вратити у Москву и раскинути са Леоном, који убрзо креће за њом у Русију. Иако се воле, она не жели да изда своју државу и Леон мора да се користи преваром да је натера да путује у Истанбул, где се срећу и одлуче да се венчају.

## Улоге
| Глумац           | Улога                 |
| ---------------- | --------------------- |
| Грета Гарбо      | Нина Јакушова Ниночка |
| Мелвин Даглас    | гроф Леон             |
| Ина Клер         | војвоткиња Свана      |
| Зиг Руман        | Иранов                |
| Феликс Бресарт   | Буљанов               |
| Александр Гранах | Копалски              |
| Бела Лугоси      | Разинин               |

## Награда Оскар
Сем номинације Грете Гарбо за главну женску улогу, за награду Оскар били су номиновани и Sidney Franklin за најбољи филм, као и Melchior Lengyel, Charles Brackett, Walter Reisch i Billy Wilder за сценарио.